# Margelana discordans
Margelana discordans là một loài bướm đêm trong họ Noctuidae.